# Kanton Les Deux Rives
 Les Deux Rives is een kanton van het Franse departement Tarn. Het kanton maakt deel uit van het arrondissement Albi.
In 2020 telde het 14.828 inwoners.

Het kanton werd gevormd ingevolge het decreet van 17 februari 2014 , met uitwerking op 22 maart 2015, met Lagrave als hoofdplaats.

## Gemeenten
Het kanton omvat volgende 18 gemeenten:
- Aussac
- Bernac
- Cadalen
- Castanet
- Cestayrols
- Fayssac
- Fénols
- Florentin
- Labastide-de-Lévis
- Labessière-Candeil
- Lagrave
- Lasgraisses
- Montans
- Parisot
- Peyrole
- Rivières
- Senouillac
- Técou